# Isthmohyla lancasteri
Isthmohyla lancasteri is een kleine kikker uit de familie boomkikkers (Hylidae).

## Naam
De soort werd voor het eerst wetenschappelijk beschreven door Thomas Barbour in 1928 en behoorde lange tijd tot het geslacht Hyla. Oorspronkelijk werd de wetenschappelijke naam Hyla lancasteri gebruikt. De soortaanduiding lancasteri is een eerbetoon aan C. R. Lancaster.

## Uiterlijke kenmerken
Deze kikker wordt ongeveer 5 centimeter lang, meestal iets kleiner. De kikker bezit vele kleine stekelachtige bultjes op de rug en flanken, het lichaam doet enigszins denken aan de schuimnestboomkikker Philautus everetti. De stekeltjes zijn echter veel kleiner dan bij laatstgenoemde soort en zijn bij sommige exemplaren nauwelijks zichtbaar. De kleur is beige tot donkerbruin met meestal groene en zwart omzoomde vlekken op de rug, de buik en liesstreken zijn geel tot geelwit van kleur.

## Verspreiding en habitat
Isthmohyla lancasteri komt voor in Costa Rica en Panama in zeer vochtige gebieden langs stromen en beekjes in bergwouden en zelfs nevelbossen, waar het zelfs voor veel amfibieën te vochtig is. Hoewel de kikker vaak op de grond komt is het een echte klimmer die overdag, als er gerust wordt, in een struik of boom verscholen zit. Het voedsel bestaat uit insecten en andere kleine geleedpotigen.